# Termy Chochołowskie
Die Termy Chochołowskie ist ein im Jahr 2016 eröffnetes Thermalbad in Chochołów am Fuße der polnischen Westtatra in der Region Podhale in der Woiwodschaft Kleinpolen, dem Powiat Nowotarski und der Gemeinde Czarny Dunajec. Es liegt ungefähr zehn Kilometer nordwestlich des Stadtzentrums von Zakopane unweit der Woiwodschaftsstraße DK958.

## Beschreibung
Die Region Podhale am Fuße der Tatra ist reich an Thermalquellen. Hier ist das Vorkommen von Thermalquellen am dichtesten in Polen und mit am dichtesten in Europa. Die unterirdischen Thermalgewässer reichen von Podhale bis in die Slowakei und nach Budapest in Ungarn. Die Nutzung der Thermalquellen in Polen hat jedoch erst am Anfang des 21. Jahrhunderts begonnen. Die Termy Chochołowskie ist eine der vielen Thermen, die in den letzten Jahren in Podhale entstanden sind.
Das mineralhaltige Thermalwasser wird aus einem 4000 m² tiefen Bohrloch gefördert. Das geförderte Thermalwasser ist 82 °C warm. Die Wassertemperatur in den Termy Chochołowskie schwankt je nach Becken zwischen 32 und 36 °C. Es wird aufgrund seines Mineralgehalts zu medizinischen Zwecken genutzt.
Das Thermalbad hat insgesamt sieben Becken, acht Whirlpools, sieben Thermalfässer sowie einen Saunabereich. Das Thermalbad liegt unmittelbar am Gebirgsfluss Czarny Dunajec.